# Зграда банке (зграда "Путник")
Зграда банке (зграда „Путник“) се налази у Суботици, у улици Корзо број 4, подигнута 1907. године, као драгоцени споменик напретка града и почетка наступајуће модерне архитектуре представља непокретно културно добро као  споменик културе.

## Архитектура
Зграда је подигнута за потребе Суботичке трговачке банке, по пројекту Марцела Комора и Дежеа Јакаба, у стилу мађарске варијанте сецесије. То је двоспратни, угаони објекат, основе у облику неправилног четвороугаоника, са приземљем где доминирају излози сачувани у свом изворном облику, као и главни улаз у банку који је сачувао свој изворни, китњасти изглед фланкиран са два полустуба прекривена орнаментиком винове лозе која се на горњим ивицама претвара у пауново перо. Полуспрат, као практичан детаљ потенцира приземље као доминантни изврсно осветљени пословни простор. 
Улаз у донедавно агенцију „Путник”, а сада банке, смештен је на самом углу, фасадно платно оба спрата је благо заталасано лучним еркерима, који спаја две фасаде и повезује их у јединствену целину. Правоугаони еркери почивају на две конзоле у облику женских попрсја које су смештене у оквире, а у кровној зони завршавају забатом у облику тролисне детелине. Сва врата и прозори са равним или лучним завршетком су опшивени декоративним елементима изведени у керамици или камену, док су остали делови фасадног платна су слободни, неукрашени.
Око целе зграде, изузев на правоугаоним еркерима, протеже се поткровни венац украшен цветном орнаментиком од жолнаи керамике у жутој и плавој боји. Објекат је покривен високим кровиштем који прати сваки део објекта посебно. Кровиште је оивичено жолнаи керамиком са цветним мотивима, а у подножју високог кровишта протеже се олук и снегобран украшен држачима у облику пауновог пера.